# (10008) Raisanyo
(10008) Raisanyo es un asteroide que forma parte del cinturón de asteroides y fue descubierto por Hiroki Kosai y Kiichiro Hurukawa el 18 de febrero de 1977 desde el Observatorio Kiso del monte Ontake, Japón.

## Designación y nombre
Raisanyo fue designado inicialmente como 1977 DT2.
Posteriormente, en 2003, se nombró en honor del estudioso japonés de Confucio Rai Sanyo (1780-1832).

## Características orbitales
Raisanyo está situado a una distancia media del Sol de 2,74 ua, pudiendo alejarse hasta 2,839 ua y acercarse hasta 2,64 ua. Su inclinación orbital es 1,454 grados y la excentricidad 0,03641. Emplea 1656 días en completar una órbita alrededor del Sol. El movimiento de Raisanyo sobre el fondo estelar es de 0,2174 grados por día.

## Características físicas
La magnitud absoluta de Raisanyo es 13,4.